# Mary Poppins (film)

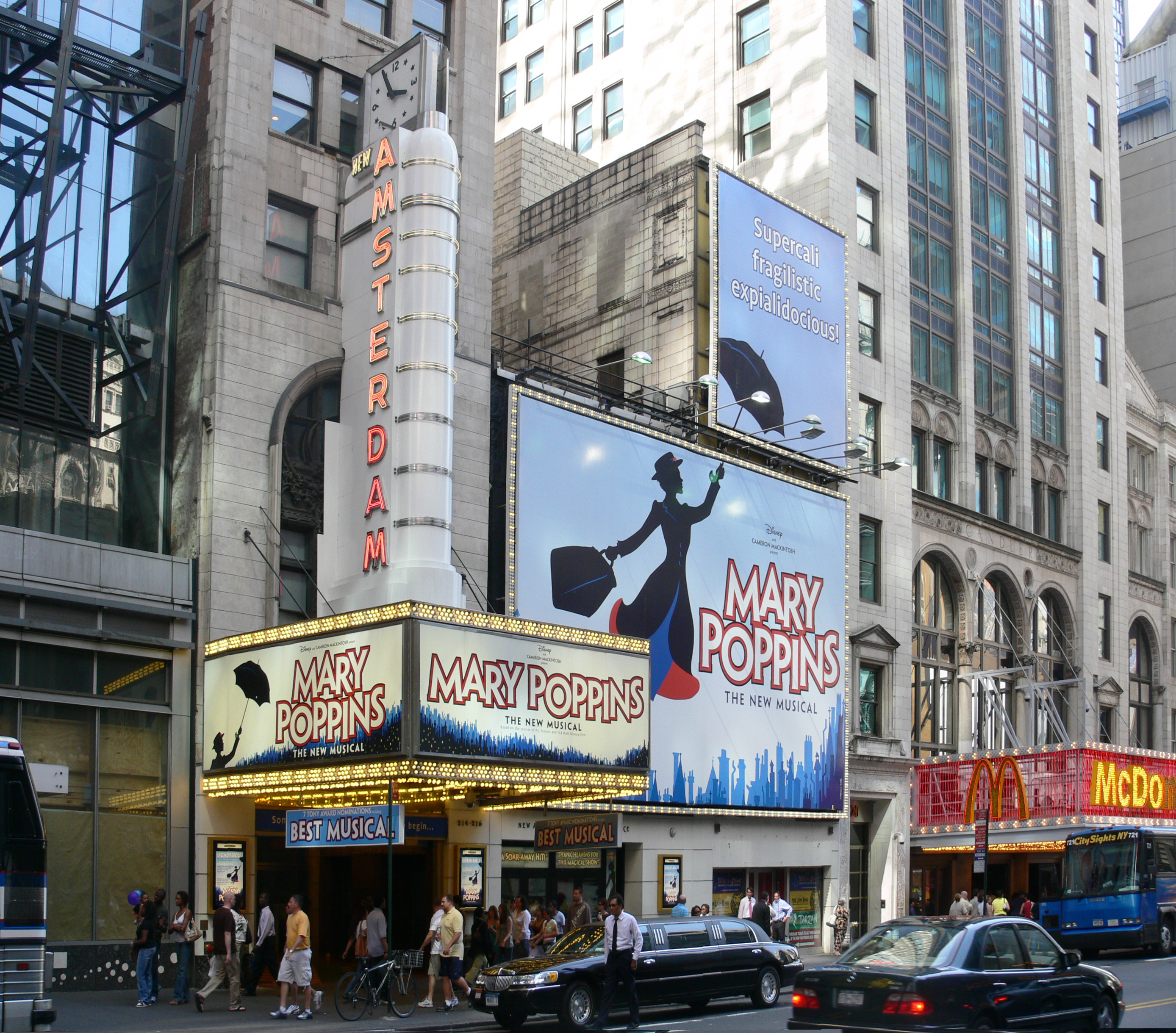
Reklama musicalu na teatrze New Amsterdam

Mary Poppins – amerykański musical filmowy z 1964 roku w reżyserii Roberta Stevensona, wyprodukowany przez Walta Disneya. Scenariusz oparto na podstawie powieści Pameli L. Travers Mary Poppins. 
W 2006 roku Amerykański Instytut Filmowy umieścił film na szóstym miejscu wśród najlepszych musicali w historii kina. W 2013 roku został wprowadzony do Narodowego Rejestru Filmowego Stanów Zjednoczonych jako film „znaczący kulturowo, historycznie bądź estetycznie”.
W 2013 roku powstał film Ratując pana Banksa, opowiadający o sporach Pameli L. Travers (w tej roli Emma Thompson) z Waltem Disneyem (Tom Hanks) wokół ekranizacji Mary Poppins. W 2018 powstała kontynuacja Mary Poppins powraca, z Emily Blunt w roli tytułowej.

## Fabuła
W Londynie 1910 roku urzędnik bankowy George Banks i jego żona sufrażystka Winifred szukają niani do swych niesfornych dzieci – Jane i Michaela, po tym jak szósta z nich – wyniosła pani Katie – odeszła. Dzieci zmęczone nieodpowiednimi w ich mniemaniu opiekunkami piszą ogłoszenie o idealnej niani. Ich ojciec nie traktuje tego poważnie i wyrzuca podarte ogłoszenie do kominka. Następnego dnia przychodzi tabun niani, które zdmuchuje silny wiatr. Z nieba na parasolce przybywa Mary Poppins deklarująca się jako perfekcyjna niania i dająca sobie tydzień uporania się z dziećmi. Pan Banks ze zdziwieniem widzi u niej zniszczone przez niego ogłoszenie dzieci. Podobnie Jane i Michael są zadziwione nadnaturalnym charakterem nowej niani. Mary, mimo że jest surowa i stanowcza, pokazuje jak można się bawić przy obowiązkach.
Po sprzątnięciu pokoju Mary zabiera dzieci do parku, gdzie spotykają jej przyjaciela, ulicznika Berta malującego kredą pejzaż na chodniku. Za sprawą czarów Mary cała czwórka ląduje w środku malunków przedstawiających wieś. Po udaniu się na jarmark jadą na bułankach z karuzeli, po czym ratują lisa przed myśliwymi, a Mary Poppins wygrywa wyścig konny. Zabawa się kończy, gdy rozlega się ulewa i obrazki Berta spływają, co go nie martwi, bo to dobra okazja do sprzedaży ciepłych kasztanów. Wieczorem dzieci są podekscytowane wrażeniami, jednak Mary zaprzecza, by one miały miejsce.
Od kiedy Mary się wprowadziła w domu Banksów atmosfera robi się weselsza, a służące – kucharka Brill i pokojówka Ellen nie kłócą się między sobą. Według pana Banksa oznacza lekkoduszność i podważanie autorytetów. Mary udaje się z dziećmi po zakupy, gdy pies Andrew informuje Mary. Okazuje się, że jej wuj Albert znowu unosi się w powietrzu od niekontrolowanego śmiechu. Albert zaraża tym Berta i mało o włos Jane i Michaela. Zirytowana Mary nie zamierza temu się przyglądać i ogłasza powrót, co smuci wszystkich i sprowadza na ziemię. Po powrocie pan Banks uważa, że dzieci powinny poznać prawdę o życiu, a nie żyć fantazjami. Mary wmanewrowuje pracodawcę, by następnego dnia zabrał Jane i Michaela do banku w City, w którym pracuje.
Dzieci są zachwycone, bo ich ojciec nigdy i nigdzie nie zabierał. Banks zabiera dzieci, Michael chce dać dwa pensy gołębiarce na karmę dla ptaków przy Katedrze św. Pawła, ale Banks nie pozwala tłumacząc to rozrzutnością. Zamiast tego proponuje zainwestowanie pieniędzy poprzez otwarcie konta. Prezes banku, Dawes Sr. mówi o korzyściach płynących z inwestycji i przywłaszcza pieniądze, które Michael chce odzyskać. Tworzy się zamieszanie, w którym klienci myślą, że bank nie chce wypłacać im pieniędzy. Dzieci po odzyskaniu pieniędzy uciekają z banku trafiając do nieciekawej okolicy. Trafiają na Berta pracującego obecnie jako kominiarz. Uświadamia dzieciom, że ojciec ich kocha, a jest taki szorstki z powodu ciągłego przebywania w bezdusznym banku i jest pozostawiony sam sobie. 
Prowadzi dzieci do domu. Akurat Mary ma tego dnia dzień wolny i pani Banks śpiesząca na wiec sufrażystek każe Bertowi zająć się dziećmi. Bert pokazuje im kominy, co powoduje zjawienie się Mary ostrzegającej przed niebezpieczeństwami związanymi z tą działalnością. Wykorzystując sytuację, organizuje wycieczkę po londyńskich dachach, która kończy się radosnym tańcem z kolegami-kominiarzami Berta. Sąsiad Banksów – emerytowany admirał Boom bierze kominiarzy za Hotentotów i atakuje ich fajerwerkami, więc Mary, Bert, dzieci i kominiarze umykają do domu Banksów. Wracający z pracy pan Banks żąda wyjaśnień od Mary, czego ona odmawia. Pan Banks otrzymuje telefon z banku, by poważnie porozmawiać na temat dzisiejszych zdarzeń.
Bert mówi Banksowi, że pewnego dnia dzieci staną się dorosłe i będzie za późno. Jane i Michael przepraszają ojca za zamieszanie w banku i wręczają mu dwa pensy. Pan Banks udaje się pełen niepewności do banku. Pracodawcy zwalniają Banksa, ale ten w końcu znajduje w sobie radość i przeciwstawia się Dawesowi i reszcie zarządu wprowadzając ich w życie nieco kolorytu. Dawes Sr. pod wpływem opowiedzianego kawału zanosi się śmiechem i unosi się w powietrzu. Tak jak Mary Poppins obiecała, opuszcza Banksów, gdy zmienia się kierunek wiatru. Pan Banks idzie z całą rodziną puszczać latawiec w pobliskim parku. Wśród puszczających latawce są i bankierzy. Dawes Sr. umarł ze śmiechu, co nie martwi jego syna Dawesa Jr., gdyż nigdy wcześniej nie widział go szczęśliwszego i mianuje Banksa wspólnikiem w banku. Mary Poppins jest zadowolona z tego, że Jane i Michael więcej myślą o swym ojcu niż o niej i odlatuje ku niebu.

## Obsada
| Obsada polskiego dubbingu: |
| - Joanna Węgrzynowska – Mary Poppins - Wojciech Paszkowski – - Bert, - Dawes Sr. - Stefan Knothe – George W. Banks - Beata Wyrąbkiewicz – Winifred Banks - Monika Błachnio – Jane Banks - Wit Apostolakis-Gluziński – Michael Banks - Anna Apostolakis – kucharka Brill - Joanna Wizmur – pokojówka Ellen - Jan Kulczycki – admirał Boom - Andrzej Gawroński – pan Binnacle - Krzysztof Kołbasiuk – wuj Albert - Jacek Wolszczak – lis |

Opracowano na podst. materiału źródłowego:
- Julie Andrews –
  - Mary Poppins,
  - rudzik (głos),
  - Pearly grająca na tamburynie (głos),
  - Pearly grająca na skrzypcach (głos)
- Dick Van Dyke –
  - Bert,
  - Dawes Sr.
- David Tomlinson – 
  - George W. Banks,
  - parasol Mary Poppins (głos),
  - dżokej (głos)
- Karen Dotrice – Jane Banks
- Matthew Garber – Michael Banks
- Glynis Johns – Winifred Banks
- Reta Shaw – kucharka Brill
- Hermione Braddeley – pokojówka Ellen
- Reginald Owen – admirał Boom
- Don Barclay – pan Binnacle
- Arthur Treacher – konstabl Jones
- Arthur Malet – Dawes Jr.
- Ed Wynn – wuj Albert
- Jane Darwell – gołębiarka
- Robert B. Sherman –
  - gołębiarka (głos),
  - Pearly grający na banjo (głos)
- Dallas McKennon –
  - lis (głos),
  - pingwin-kelner #1 (głos)
  - różne role (głos)
- J. Pat O’Malley –
  - Pearly grający na bębnie (głos),
  - pingwin-kelner #3,
  - różne role (głos)
- Peter Ellenshaw – pingwin-kelner #2 (głos)
- Richard M. Sherman –
  - pingwin-kelner #3 (głos),
  - Pearly grający z pałeczkami (głos)
- Daws Butler –
  - pingwin-kelner #4 (głos),
  - żółw (głos)

## Nagrody
| Nagroda                   | Kategoria                                                    | Odbiorca | Wynik     | Źródło |
| ------------------------- | ------------------------------------------------------------ | --- | --------- | ------ |
| Nagroda Akademii Filmowej | Najlepszy film                                               | Walt Disney, Bill Walsh                                                                                       | Nominacja |        |
| Nagroda Akademii Filmowej | Najlepszy reżyser                                            | Robert Stevenson                                                                                              | Nominacja |        |
| Nagroda Akademii Filmowej | Najlepsza aktorka                                            | Julie Andrews                                                                                                 | Wygrana   |        |
| Nagroda Akademii Filmowej | Najlepszy scenariusz                                         | Bill Walsh, Don DaGradi                                                                                       | Nominacja |        |
| Nagroda Akademii Filmowej | Najlepsze zdjęcia (Kolor)                                    | Edward Colman                                                                                                 | Nominacja |        |
| Nagroda Akademii Filmowej | Najlepsza scenografia (Kolor)                                | Carroll Clark, William H. Tuntke, Emile Kuri, Hal Gausman                                                     | Nominacja |        |
| Nagroda Akademii Filmowej | Najlepsze kostiumy (Kolor)                                   | Tony Walton                                                                                                   | Nominacja |        |
| Nagroda Akademii Filmowej | Najlepszy montaż                                             | Cotton Warburton                                                                                              | Wygrana   |        |
| Nagroda Akademii Filmowej | Najlepsza muzyka                                             | Richard M. Sherman, Robert B. Sherman                                                                         | Wygrana   |        |
| Nagroda Akademii Filmowej | Najlepsza muzyka (ścieżka dźwiękowa)                         | Irwin Kostal                                                                                                  | Nominacja |        |
| Nagroda Akademii Filmowej | Najlepsza piosenka                                           | Chim Chim Cher-ee (Richard M. Sherman, Robert B. Sherman)                                                     | Wygrana   |        |
| Nagroda Akademii Filmowej | Najlepszy dźwięk                                             | Robert O. Cook                                                                                                | Nominacja |        |
| Nagroda Akademii Filmowej | Najlepsze efekty specjalne                                   | Peter Ellenshaw, Hamilton Luske, Eustace Lycett                                                               | Wygrana   |        |
| Złoty Glob                | Najlepszy film komediowy lub musical                         | Najlepszy film komediowy lub musical                                                                          | Nominacja |        |
| Złoty Glob                | Najlepszy aktor w filmie komediowym lub musicalu             | Dick Van Dyke                                                                                                 | Nominacja |        |
| Złoty Glob                | Najlepsza aktorka w filmie komediowym lub musicalu           | Julie Andrews                                                                                                 | Wygrana   |        |
| Złoty Glob                | Najlepsza muzyka w filmie komediowym lub musicalu            | Richard M. Sherman, Robert B. Sherman                                                                         | Nominacja |        |
| Nagroda BAFTA             | Najbardziej obiecująca aktorka zagraniczna                   | Julie Andrews                                                                                                 | Wygrana   |        |
| Nagroda Grammy            | Najlepsza ścieżka dźwiękowa filmu lub programu telewizyjnego | Mary Poppins: Original Cast Soundtrack (Julie Andrews, Dick Van Dyke, Glynis Johns, David Tomlinson, Ed Wynn) | Wygrana   |        |
| Nagroda Grammy            | Najlepsza ścieżka dźwiękowa filmu lub programu telewizyjnego | Richard M. Sherman, Robert B. Sherman                                                                         | Wygrana   |        |

## Soundtrack
| #  | Piosenka                             | Wykonawca                              | Tekst i muzyka                         |
| -- | ------------------------------------ | -------------------------------------- | -------------------------------------- |
| 1  | „A Spoonful of Sugar”                | Julie Andrews                          | Robert B. Sherman i Richard M. Sherman |
| 2  | „Jolly Holiday”                      | Dick Van Dyke i Julie Andrews          | Robert B. Sherman i Richard M. Sherman |
| 3  | „I Love to Laugh”                    | Dick Van Dyke, Julie Andrews i Ed Wynn | Robert B. Sherman i Richard M. Sherman |
| 4  | „Chim-Chim-Cheree”                   | Dick Van Dyke                          | Robert B. Sherman i Richard M. Sherman |
| 5  | „Feed the Birds (Tuppence a Bag)”    | Julie Andrews                          | Robert B. Sherman i Richard M. Sherman |
| 6  | „Step in Time”                       | Dick Van Dyke                          | Robert B. Sherman i Richard M. Sherman |
| 7  | „Stay Awake”                         | Julie Andrews                          | Robert B. Sherman i Richard M. Sherman |
| 8  | „Sister Suffragette”                 | Glynis Johns                           | Robert B. Sherman i Richard M. Sherman |
| 9  | „A Man Has Dreams”                   | Dick Van Dyke i David Tomlinson        | Robert B. Sherman i Richard M. Sherman |
| 10 | „The Life I Lead”                    | David Tomlinson                        | Robert B. Sherman i Richard M. Sherman |
| 11 | „Let’s Go Fly a Kite”                | Glynis Johns i David Tomlinson         | Robert B. Sherman i Richard M. Sherman |
| 12 | „Fidelity Fiduciary Bank”            | Dick Van Dyke i David Tomlinson        | Robert B. Sherman i Richard M. Sherman |
| 13 | „The Perfect Nanny”                  | Karen Dotrice i Matthew Garber         | Robert B. Sherman i Richard M. Sherman |
| 14 | „Supercalifragilisticexpialidocious” | Robert B. Sherman i Richard M. Sherman | Robert B. Sherman i Richard M. Sherman |